# Daniel Peretz
Daniel Peretz (Hebreeuws: דניאל פרץ) (Tel Aviv, 10 juli 2000) is een Israëlisch-Duits voetballer die als doelman speelt. Hij verruilde Maccabi Tel Aviv in augustus 2023 voor Bayern München. Peretz debuteerde in 2022 in het Israëlisch voetbalelftal. In juli 2025 werd hij voor een seizoen verhuurd aan Hamburger SV.

## Clubcarrière
Peretz werd op zijn zesde opgenomen in de jeugdopleiding van Maccabi Tel Aviv. Hier zat hij in het seizoen 2018/19 voor het eerst verschillende keren op de reservebank bij het eerste elftal. Voor hij daarvoor debuteerde, verhuurde Maccabi Tel Aviv hem in augustus 2019 aan Beitar Tel Aviv Bat Yam. Peretz deed zo een jaar ervaring op in de Liga Leumit. Hij speelde dat seizoen 32 wedstrijden. Omdat hij ook de strafschoppen nam voor zijn team, maakte hij daarin twee doelpunten. Peretz was gedurende 2020/21 het hele seizoen reservedoelman bij Maccabi Tel Aviv, achter Daniel Tenenbaum, maar kreeg bij aanvang van 2021/22 zelf de voorkeur van coach Patrick van Leeuwen. Hij debuteerde zo op 29 augustus 2021 in de Ligat Ha'Al en bleef daarna twee seizoenen lang eerste doelman.
Peretz verruilde Maccabi Tel Aviv in augustus 2023 voor Bayern München, de regerend landskampioen van Duitsland. Hier tekende hij voor vijf seizoenen. Bayern betaalde in ruil voor zijn diensten 5 miljoen euro aan Maccabi Tel Aviv. Peretz ging in München fungeren als reservekeeper achter Manuel Neuer, net als Sven Ulreich en vervolgens Jonas Urbig. 
In de zomer van 2025 werd hij voor het seizoen 2024/25 verhuurd aan Hamburger SV, dat net was gepromoveerd naar de Bundesliga.

## Clubstatistieken
| Seizoen | Club                      | Competitie  | Competitie | Competitie | Beker | Beker | Internationaal | Internationaal | Totaal | Totaal |
| Seizoen | Club                      | Competitie  | Wed.       | Dlp.       | Wed.  | Dlp.  | Wed.           | Dlp.           | Wed.   | Dlp.   |
| ------- | ------------------------- | ----------- | ---------- | ---------- | ----- | ----- | -------------- | -------------- | ------ | ------ |
| 2018/19 | Maccabi Tel Aviv          | Ligat Ha'Al | 0          | 0          | 0     | 0     | 0              | 0              | 0      | 0      |
| 2019/20 | → Beitar Tel Aviv Bat Yam | Liga Leumit | 32         | 2          | 0     | 0     | —              | —              | 32     | 2      |
| 2020/21 | Maccabi Tel Aviv          | Ligat Ha'Al | 0          | 0          | 0     | 0     | 0              | 0              | 0      | 0      |
| 2021/22 | Maccabi Tel Aviv          | Ligat Ha'Al | 36         | 0          | 2     | 0     | 13             | 0              | 51     | 0      |
| 2022/23 | Maccabi Tel Aviv          | Ligat Ha'Al | 35         | 0          | 4     | 0     | 6              | 0              | 45     | 0      |
| 2023/24 | Maccabi Tel Aviv          | Ligat Ha'Al | 0          | 0          | 0     | 0     | 5              | 0              | 5      | 0      |
| 2023/24 | Bayern München            | Bundesliga  | 1          | 0          | 1     | 0     | 0              | 0              | 2      | 0      |
| 2024/25 | Bayern München            | Bundesliga  | 3          | 0          | 1     | 0     | 1              | 0              | 5      | 0      |
| 2025/26 | → Hamburger SV            | Bundesliga  | 0          | 0          | 0     | 0     | —              | —              | 0      | 0      |
| Totaal  | Totaal                    | Totaal      | 107        | 2          | 8     | 0     | 25             | 0              | 140    | 2      |

Bijgewerkt t/m 21 juli 2025.

## Interlandcarrière
Peretz maakte deel uit van verschillende Israëlische nationale jeugdselecties vanaf Israël –17. Hij nam met Israël –21 deel aan het EK –21 van 2023. Peretz debuteerde op 20 november 2022 in het Israëlisch voetbalelftal. Bondscoach Alon Hazan zette hem toen in de basis tijdens een met 2–3 verloren oefeninterland tegen Cyprus.

## Erelijst
| Competitie          |                   |                   |                   |                   |
| Competitie          | Aantal            | Jaren             |                   |                   |
| FC Bayern München   | FC Bayern München | FC Bayern München | FC Bayern München | FC Bayern München |
| ------------------- | ----------------- | ----------------- | ----------------- | ----------------- |
| Kampioen Bundesliga | 1x                | 2024/25           |                   |                   |
| Maccabi Tel Aviv    |                   |                   |                   |                   |
| Toto Cup            | 1x                | 2020/21           |                   |                   |

1 Heuer Fernandes ·
2 Mikelbrencis ·
4 Schonlau  ·
5 Hadžikadunić ·
6 Poręba ·
7 Dompé ·
8 Elfadli ·
9 Glatzel ·
10 Pherai ·
11 Königsdörffer ·
12 Mickel ·
14 Reis ·
17 Karabec ·
16 Mebude ·
18 Jatta ·
19 Raab ·
20 Richter ·
21 Öztunalı ·
23 Meffert ·
27 Selke ·
28 Muheim ·
29 Sahiti ·
30 Hefti ·
33 Katterbach ·
37 Zumberi ·
41 Megeed ·
45 Baldé ·
47 Oliveira ·
49 Stange ·
Coach: Polzin